# Epidendrum unguiculatum
Epidendrum unguiculatum là một loài thực vật thuộc họ Lan.

## Hình ảnh

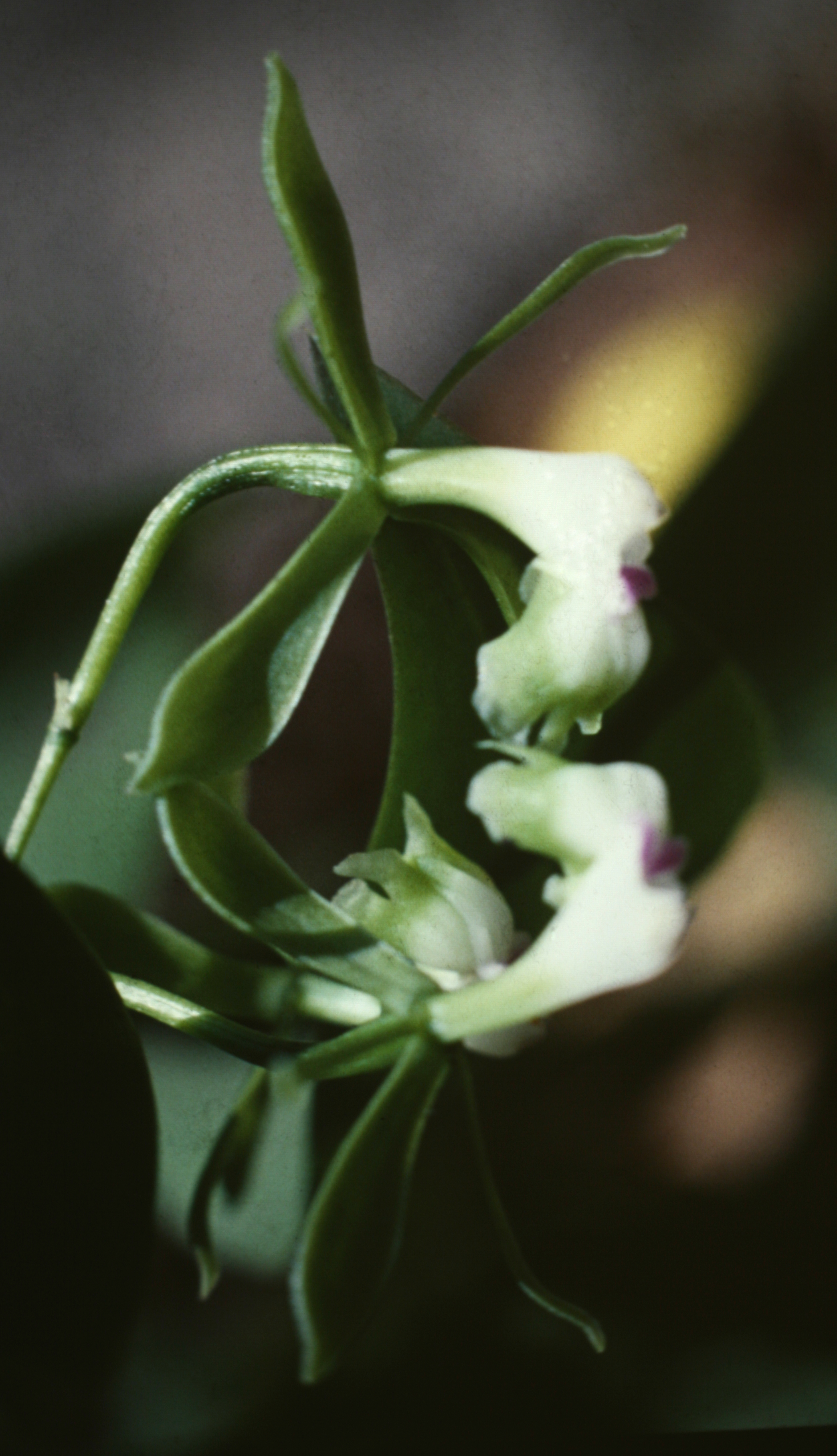
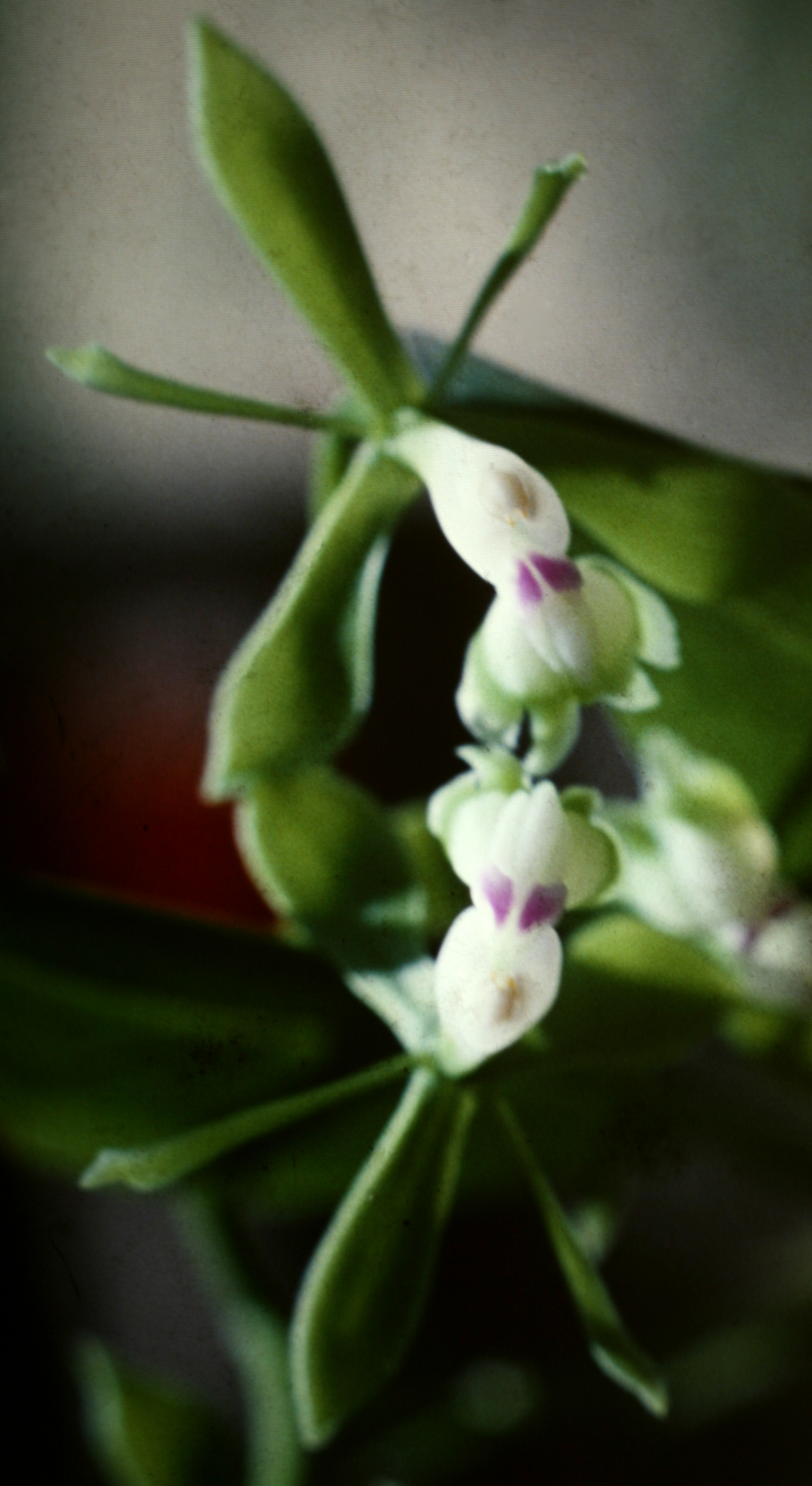